# کرنار علی‌محمدی
کرنار علی‌محمدی (آلبانیایی: Krenar Alimehmeti؛ زادهٔ ۱۷ اوت ۱۹۶۶) بازیکن سابق و مربی فوتبال اهل آلبانی است.
از باشگاه‌هایی که در آن بازی کرده‌است می‌توان به باشگاه فوتبال تیرانا اشاره کرد.
وی همچنین در تیم ملی فوتبال آلبانی بازی کرده‌است.